# Robert Graham (escultor)
Robert Graham (Cidade do México, 19 de agosto de 1938 – Santa Mônica, 27 de dezembro de 2008) foi um escultor mexicano, naturalizado norte-americano que viveu e se consagrou como artista plástico.
Estabeleceu-se em Los Angeles, no estado da Califórnia, ainda criança. Suas obras monumentais em bronze comemoram a figura humana e encontram-se em vários lugares públicos através dos Estados Unidos.

## Biografia
Graham nasceu na Cidade do México, em 1938. Era filho de Roberto Pena e Adelina Graham. Roberto morreu quando Graham tinha apenas seis anos. Sua mãe decidiu então mudar-se para San Jose, na Califórnia, junto de sua mãe, Ana, a irmã Mercedes e Graham. Ele se formou em Artes pela Universidade Estadual de San Jose e depois pelo San Francisco Art Institute, terminando em 1964.
Depois de cinco anos, realizou exposições em grandes galerias de arte contemporânea em Palo Alto, Los Angeles, Nova York, Londres, Colônia e Essen, na Alemanha. Ele morava em Londres por um período antes de se estabelecer em Los Angeles na década de 1970. Sua primeira exposição individual foi no Museu de Arte de Dallas em 1972. Desde então, ele teve dezenas de exposições, incluindo várias no Museu de Arte do Condado de Los Angeles.
Graham usou uma variedade de materiais e escalas em seu trabalho. Na década de 1970, Graham criou esculturas de cera muito pequenas (cerca de 4 "- 10 cm), que representa um congresso sexual. Seu memorial ao boxeador Joe Louis em 1986 é um punho de bronze e antebraço. e grupos de pessoas nuas nas escalas intermediárias.

## Vida pessoal

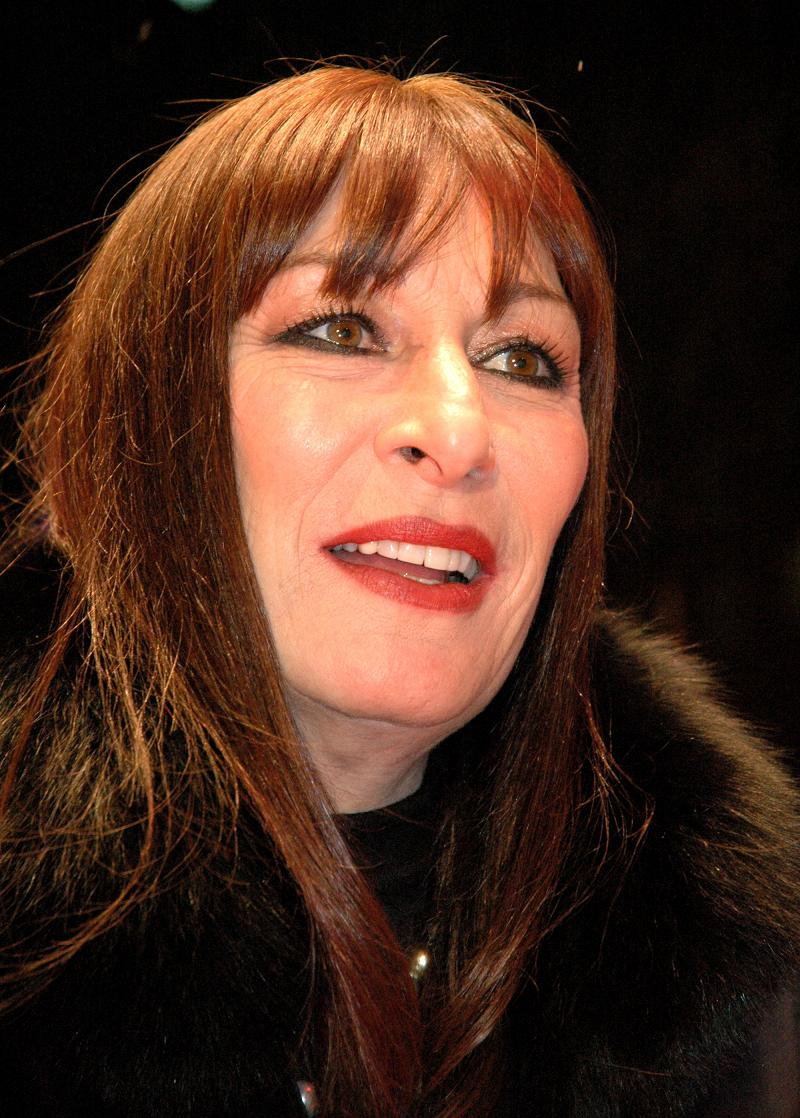
Anjelica Huston, esposa de Graham.

Ele se casou com a atriz Anjelica Huston, em 1992 e morava em uma casa incomum em Venice, Los Angeles. Huston se recusou a se mudar para a área boêmia, a menos que Graham construísse um forte para se viver. O resultado foi um gigante, sem janelas atrás de um muro de terracota.
O governador da Califórnia Arnold Schwarzenegger e a primeira-dama Maria Shriver anunciaram em 28 de maio de 2008 que Graham seria investido no Hall of Fame da Califórnia, localizado na Califórnia, Museum of History, Women and the Arts. A cerimônia ocorreu em 15 de dezembro de 2008 e passou junto com outros 11 lendários californianos doze dias antes da sua morte.

## Morte
Graham morreu em 27 de dezembro de 2008, em Santa Mônica, aos 70 anos, depois de seis meses doente. Ele foi sepultado no Cemitério Woodlawn, em Santa Monica.

## Obras
- 2007 - "Spirit of Califórnia" - Catedral de Nossa Senhora de Los Angeles Metal
- 2002 - The Great Bronze Doors and Statue of Mary -  Cathedral of Our Lady of the Angels, Los Angeles, Califórnia
- 2001 - Prologue -  addition to the FDR Memorial, Washington D.C.
- 1999 - Charlie "Bird" Parker Memorial, Kansas City, Missouri
- 1997 - Duke Ellington Monument - Central Park,  Nova York
- 1997 - Monumento a Franklin Delano Roosevelt, Washington D.C.
- 1994 - Plumed Serpent, Praça de César Chávez, San José, Califórnia
- 1988 - Gates of The Contemporary Museum, Honolulu
- 1986 - Joe Louis Memorial, Detroit, Michigan
- 1984 - Olympic Gateway - Memorial Coliseum,  Los Angeles, Califórnia
- 1983 - Fountain Figure Não. 1, Fountain Figure Não. 2, and Fountain Figure Não. 3, Museum of Fine Arts, Houston
- 1978 - Dance Door - Los Angeles Music Center, Los Angeles, Califórnia